# Andreas Fredric Ericson
Andreas Fredric Ericson, född 9 juli 1795 i Kristianstad, död 28 juli 1864 i Vimmerby, var en svensk riksdagsman och grosshandlare.
Andreas Fredric Ericson var son till handlaren Carl Friedrich Ericson. Han erhöll först privatundervisning och studerade därefter en tid vid Lunds universitet. Därefter anställdes han vid ett handelskontor i Köpenhamn 1810. Han inträdde 1819 som medhjälpare i moderns handelsbod i Kristianstad och erhöll samma år burskap som handlare i staden. Till en början sysslade han endast med bodhandel med på 1830-talet började Ericson även ägna sig åt grosshandel och köpte andelar i fartyg för att frakta sina varor. Packhus införskaffades i Åhus. 
Ericson var från 1826 ledamot av styrelsen för Kristianstads läns sparbank, därtill ledamot av Kristianstads hallrätt, kyrkoråd, skolstyrelse, styrelsen för J. H. Dahls flickskola samt för sjömanshusets styrelse. Han var riksdagsman för borgarståndet i Kristianstad 1844–1845, 1847–1848, 1856–1858 och 1859–1860, 1844–1845 och 1847–1848 även för Halmstad samt 1859–1860 för Laholm. Som riksdagsman var han 1844–1845 ledamot av bankoutskottet, samt förstärkta stats-, lag- och konstitutionsutskotten, 1847–1848 ledamot av statsutskottet och förstärkta konstitutionsutskottet, 1856–1858 ledamot av statsutskottet och förstärkta bevillnings- och lagutskottet samt suppleant i bankoutskottet och 1859–1860 ledamot av bevillningsutskottet och förstärkta bankoutskottet. 
Ericson arbetade i riksdagen bland annat för ersättandet av riksdalern med kronan som myntenhet och införande av decimalsystemet. 1847–1848 försökte han genomdriva anläggandet av en järnväg mellan Ängelholm och Kristianstad. Ericson ivrade även för anläggandet av telegrafkablar samt inrättande av lantbruksinstitut och slöjdskolor. Från 1855 var han bosatt i Stockholm. Ericsons affärsverksamhet drabbades hårt av 1857 års ekonomiska kris. 1862 bosatte han sig i Göteborg. Han avled under ett besök hos sin dotter i Vimmerby.